# Pedro José Muñoz González
Pedro José Muñoz González (19 de marzo de 1963) es un político español, diputado por Ávila en el Congreso durante las VIII, IX, X, XI y XII legislatura.

## Biografía
Posee una licenciatura en Derecho por la Universidad Autónoma de Madrid, de un diploma en derecho tributario y asistió a la Escuela de Práctica Jurídica de la Universidad Complutense de Madrid. Es abogado de los Colegios de Abogados de Ávila y Madrid. Secretario general del PSOE de la provincia de Ávila, ha sido alcalde de Cebreros entre 1987 y 1993 y desde 2015. Fue diputado provincial entre 1987 y 1991 y entre 1999 y 2003. En 2004 fue elegido diputado por Ávila en el Congreso, y desde entonces ha sido reelegido en 2008, 2011, 2015 y 2016.